# Stenophylax elongatus
Stenophylax elongatus là một loài Trichoptera trong họ Limnephilidae. Chúng phân bố ở miền Cổ bắc.